# Acacia cowleana
Acacia cowleana — вид квіткових рослин з родини бобових. Ареал: Австралія (Північна територія, Квінсленд, Західна Австралія, Новий Південний Уельс). Це квітуча рослина з жовтими квітками, які розкриваються лише взимку.

## Середовище
Населяє різноманітність ґрунтів. Часто вздовж дренажних ліній.

## Біоморфологічна характеристика
Це кущ або невелике дерево заввишки 1–7 метрів з великими сірими листочками і жовтими квітками. Його кора волокниста. Філодії мають довжину від 80 до 200 мм і ширину 10–30 мм, вигнуті. Цвітіння з червня по серпень.